# Bartel in het wild
Bartel in het wild is een Vlaamse realityserie waarin twee bekende Vlamingen gedurende 72 uur gedropt worden op een onbewoond deel van de Aarde.

## Concept
Bartel Van Riet nodigt elke aflevering twee bekende Vlamingen uit op een onbewoond deel van de Aarde. Gedurende 72 uur moeten zij hun weg terugvinden naar de beschaafde wereld. De tocht door de wildernis zit telkens vol uitdagingen, zoals abseilen, klimmen en een vlot bouwen.

## Afleveringen

### Seizoen 1
| Uitzenddatum  | Bekende Vlaming | Bekende Vlaming  | Plaats                       | Kijkcijfers |
| ------------- | --------------- | ---------------- | ---------------------------- | ----------- |
| 30 maart 2017 | Tatyana Beloy   | Axel Daeseleire  | Värmland in Zweden           | 288.769     |
| 6 april 2017  | Josje Huisman   | Stefaan Degand   | Lapland                      | 237.849     |
| 13 april 2017 | Bart Kaëll      | Pascal Braeckman | Barranco Del Rio op Tenerife | 207.450     |

### Seizoen 2
| Uitzenddatum     | Bekende Vlaming  | Bekende Vlaming | Plaats                           | Kijkcijfers |
| ---------------- | ---------------- | --------------- | -------------------------------- | ----------- |
| 5 februari 2018  | Jani Kazaltzis   | Imke Courtois   | Onbewoond eiland bij Panama      | 227.326     |
| 12 februari 2018 | Astrid Coppens   | Willie Wartaal  | Woestijn in Marokko              | 183.211     |
| 19 februari 2018 | Barbara Sarafian | Pedro Elias     | Osumi Canyon in Albanië          | Onbekend    |
| 26 februari 2018 | An Miller        | Joris Hessels   | Snowdonia National Park in Wales | Onbekend    |
| 5 maart 2018     | Goedele Wachters | Bill Barberis   | Ongerepte jungle van Nicaragua   | Onbekend    |
| 12 maart 2018    | Erik Van Looy    | Cath Luyten     | Lapland                          | Onbekend    |